# József Nagy (ur. 1953)
József Nagy (ur. 14 lipca 1953 w Vámosatya) – węgierski bokser, wicemistrz Europy z 1975, olimpijczyk.
Zdobył srebrny medal w wadze lekkopółśredniej (do 63,5 kg) na mistrzostwach Europy w 1975 w Katowicach, wygrywając trzy walki (w tym z Kazimierzem Szczerbą w eliminacjach) i przegrywając w finale z Walerijem Limasowem ze Związku Radzieckiego. Na igrzyskach olimpijskich w 1976 w Montrealu dotarł do ćwierćfinału wagi lekkopółśredniej, w którym pokonał go Kubańczyk Andrés Aldama.
Trzykrotnie był brązowym medalistą mistrzostw Węgier w kategorii lekkopółśredniej: w 1973, 1974 i 1975.